# Најдражи међу Земљанима
Најдражи међу Земљанима (рум. Cel mai iubit dintre pământeni) је филм рађен по истоименом роману румунског писца Марина Преде. Роман је екранизован 1993. године у режији Шербана Маринескуа, са Штефаном Јордакеом у улози Виктора Петринија, и представља фреску „социјалистичке“ Румуније приказујући страхоте из периода од 1945. до 1964. године.
Филм је приказан на манифестацији ''Један век румунског биоскопа'', 22. септембра 2019. године. 

## Радња филма
Најдражи међу Земљанима предстаља животну причу затвореника који чека своје суђење. Виктор Петрини, интелектуалац из педесетих година прошлог века и професор филозофије, заводи супругу свог најбољег пријатеља, Матилду, која на крају постаје његова супруга. Ипак, иако су добили ћерку, сексуална привлачност између њих исцрпљује се убрзо након њиховог венчања. Виктор бива ухапшен од стране тајне полиције (рум. Securitate), погрешно оптужен за повезаност с терористичком организацијом и осуђен на затвор и принудни рад - пресуда која представља брутални крај свих његових пројеката и идеала.
Током вишегодишњег заточеништва, испрва у румунској верзији Гулага, а потом на руднику олова у Северним Карпатима, супруга се разводи од њега и напушта га, и он ојачава свој карактер како би преживео. На крају, успева да нападне и убије једног од мучитеља који је учествовао у његовом поновном школовању (злочин који је успешно скриван од власти).
Када је пуштен на слободу, Петрини мора почети од нуле. Запошљава се као сузбијач штеточина (убија пацове) и прилагођава се новом, пролетерском и приградском начину живота. Неколико година касније успева да се запосли као књиговођа у државној компанији, где упознаје Сузи, у коју се заљубљује. Убрзо након тога, у самоодбрани, убија Сузиног бившег мужа избацивши га са жичаре, и враћа се у затвор.

## Улоге
| Глумац           | Улога                   |
| ---------------- | ----------------------- |
| Штефан Јордаке   | Виктор Петрини          |
| Георге Диника    | Истражитељ тајне службе |
| Дорел Вишан      | Чувар 'Бог'             |
| Маја Моргенстерн | Матилда                 |
| Мирча Албулеску  | Грчки затвореник        |
| Тора Василеску   | Библиотекарка Нинета    |